# 黑骏马 (1995年电影)
《黑骏马》（英語：A Mongolian Tale），1995年上映的爱情片、伦理片，导演是谢飞，编剧是作家张承志，改编自张承志的同名小说，主演是娜仁花、腾格尔，该片使用的是蒙古语，亦有普通话配音版发行。

## 剧情
内蒙古大草原的白音宝力格（腾格尔）幼年丧母，由自己的奶奶抚养大，他有一个从小青梅竹马的女友索米娅（娜仁花），他们孩提时，一匹马驹跑到了他们的帐篷外面，被他们收养并且命名为“钢嗄哈啦”。白音宝力格的父亲在外面工作，当到了上学的年龄，他接走了白音宝力格，疼爱孙子的奶奶在孙子白音宝力格离开的时候，促成了白音宝力格和索米娅的婚约。读书3年之后，当白音宝力格再次回到奶奶家，却发现自己的未婚妻已经怀上了男青年希拉的孩子，他揍了希拉一顿，但不得不带着失望和遗憾离开了伤心地。

## 主演
| 演员   | 角色       | 备注                                                                                               |
| 腾格尔 | 白音宝力格 | 幼年丧母，跟着奶奶长大，和索米娅从小青梅竹马并且订婚，但不能接受索米娅怀上了别人的孩子离开了草原。 |
| 娜仁花 | 索米娅     | 白音宝力格青梅竹马的女友，后怀上了希拉的孩子，后来嫁给了达瓦仓。                                   |

## 制作
该片台词和镜头比较开放，曾被大陆当局认定是禁片。

## 奖项
| 年份 | 作品       | 奖项                                 | 是否得奖 | 备注  |
| ---- | ---------- | ------------------------------------ | -------- | ----- |
| 1995 | 《黑骏马》 | 第十九届蒙特利尔国际电影节最佳导演奖 | 獲獎     | [ 1 ] |